# Amphoe Khon Buri

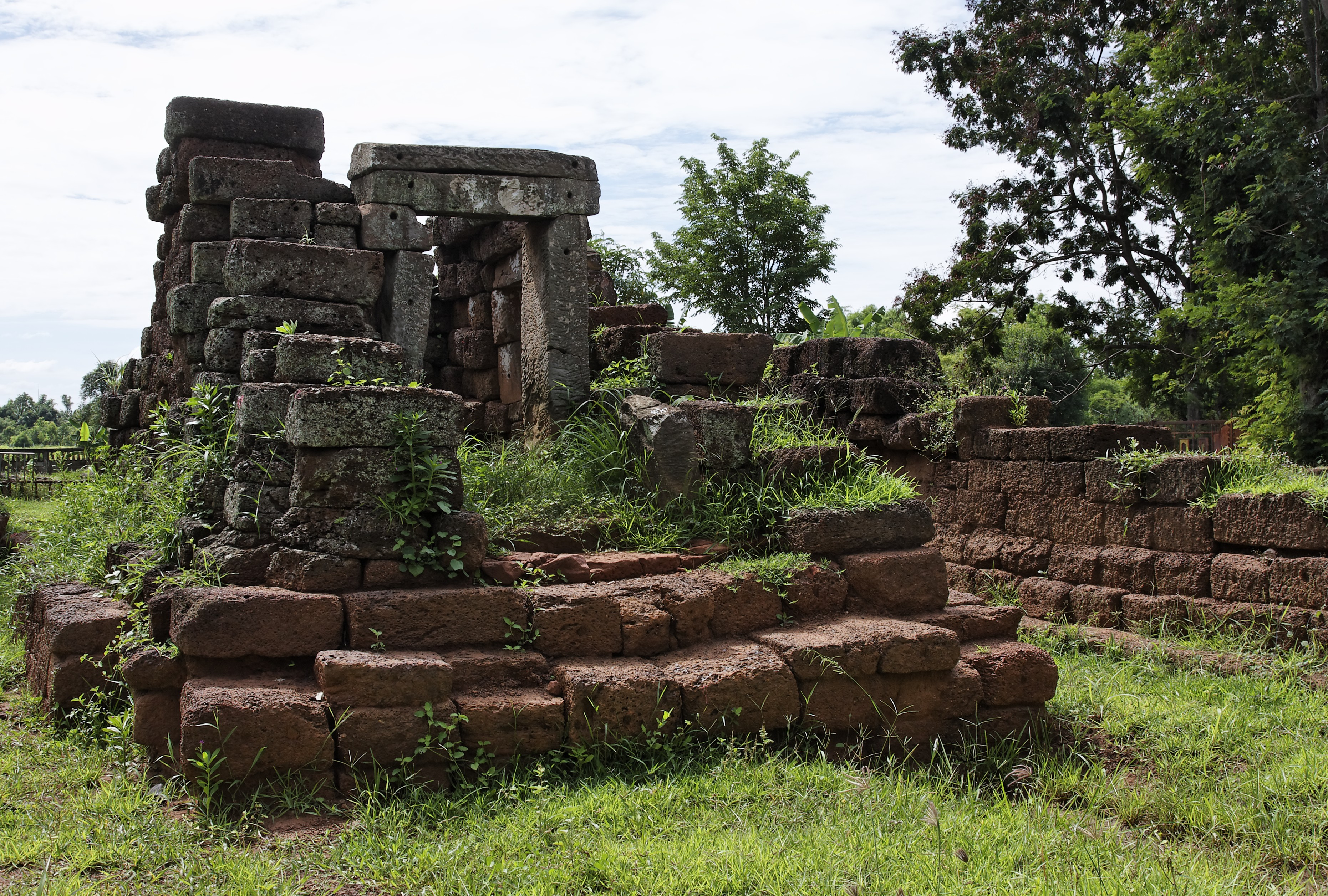
Prasat Khon Buri

Amphoe Khon Buri (in Thai: อำเภอ ครบุรี) ist ein Landkreis (Amphoe – Verwaltungs-Distrikt) im Süden der Provinz Nakhon Ratchasima. Die Provinz Nakhon Ratchasima liegt in der Nordostregion von Thailand, dem so genannten Isan. 

## Geographie
Die benachbarten Distrikte sind (von Norden im Uhrzeigersinn): die Amphoe Chok Chai und Nong Bun Mak der Provinz Nakhon Ratchasima, Amphoe Nong Ki der Provinz Buriram, Amphoe Soeng Sang von Nakhon Ratchasima, die Amphoe Watthana Nakhon und Mueang Sa Kaeo der Provinz Sa Kaeo, Amphoe Na Di der Provinz Prachinburi und die Amphoe Wang Nam Khiao und Pak Thong Chai von Nakhon Ratchasima.

## Geschichte
In der Vergangenheit wurde der Ort Ban Khon Buri genannt. Als er mit der Zeit wuchs, wurde er in Mueang Khon umbenannt, und schließlich in den heutigen Namen Khon Buri. 
1907 war das Gebiet ein „Zweigkreis“ (King Amphoe) des Distrikts Chok Chai, er wurde dann King Amphoe Chae genannt, da das Zentrum im Tambon Chae lag.
Da der Tambon Khon Buri recht weit vom Amphoe Pak Thong Chai entfernt war, wurde die Verwaltung 1939 mit dem King Amphoe Chae zusammengelegt. Gleichzeitig bekam der Distrikt den vollen Amphoe-Status und wurde in „Amphoe Khon Buri“ umbenannt.

## Staudämme
- Mun-Bon (เขื่อนลำมูลบน) – staut den Oberlauf des Mae Nam Mun (Mun-Fluss)
- Lam-Chae (เขื่อนลำแชะ) – staut den Lam-Chae, einem Nebenfluss des Mun

## Sehenswürdigkeiten
- Nam-Tao-Wasserfall (น้ำตกวังเต่า) – liegt innerhalb des Thap Lan Nationalparks (อุทยานแห่งชาติทับลาน)
- Prasat Khon Buri, auch: Prang Khon Buri (Thai: ปราสาทครบุรี) – Ruine eines Khmer-Tempels

## Verwaltung

### Provinzverwaltung
Der Landkreis Khon Buri ist in zwölf Tambon („Unterbezirke“ oder „Gemeinden“) eingeteilt, die sich weiter in 152 Muban („Dörfer“) unterteilen.
| Nr.  | Name          | Thai        | Muban | Einw.  |
| ---- | ------------- | ----------- | ----- | ------ |
| 01.  | Chae          | แชะ         | 11    | 11.609 |
| 02.  | Chaliang      | เฉลียง       | 06    | 07.717 |
| 03.  | Khon Buri     | ครบุรี        | 14    | 09.244 |
| 04.  | Khok Krachai  | โคกกระชาย   | 24    | 11.551 |
| 05.  | Chorakhe Hin  | จระเข้หิน     | 11    | 09.627 |
| 06.  | Map Tako En   | มาบตะโกเอน  | 10    | 04.844 |
| 07.  | Oraphim       | อรพิมพ์       | 0-    | 05.931 |
| 08.  | Ban Mai       | บ้านใหม่      | 02    | 09.670 |
| 09.  | Lam Phiak     | ลำเพียก      | 12    | 06.955 |
| 010. | Khon Buri Tai | ครบุรีใต้      | 16    | 07.851 |
| 011. | Tabaek Ban    | ตะแบกบาน    | 09    | 05.091 |
| 012. | Sa Wan Phraya | สระว่านพระยา | 10    | 05.172 |

Hinweis: Die Daten der Muban liegen zum Teil noch nicht vor.

### Lokalverwaltung
Es gibt fünf Kommunen mit „Kleinstadt“-Status (Thesaban Tambon) im Landkreis:
- Oraphim (Thai: เทศบาลตำบลอรพิมพ์) bestehend aus dem gesamten Tambon Oraphim.
- Khon Buri Tai (Thai: เทศบาลตำบลครบุรีใต้)bestehend aus Teilen des Tambon Khon Buri Tai.
- Chorakhe Hin (Thai: เทศบาลตำบลจระเข้หิน) besteht aus Teilen des Tambon Chorakhe Hin.
- Chae (Thai: เทศบาลตำบลแชะ) besteht aus Teilen der Tambon Chae und Ban Mai.
- Sai Yong - Chai Wan (Thai: เทศบาลตำบลไทรโยง-ไชยวาล) mit Teilen des Tambon Khon Buri und weiteren Teilen von Khon Buri Tai.

Außerdem gibt es zehn „Tambon-Verwaltungsorganisationen“ (องค์การบริหารส่วนตำบล – Tambon Administrative Organizations, TAO):
- Chae (Thai: องค์การบริหารส่วนตำบลแชะ)
- Chaliang (Thai: องค์การบริหารส่วนตำบลเฉลียง)
- Khon Buri (Thai: องค์การบริหารส่วนตำบลครบุรี)
- Khok Krachai (Thai: องค์การบริหารส่วนตำบลโคกกระชาย)
- Chorakhe Hin (Thai: องค์การบริหารส่วนตำบลจระเข้หิน)
- Map Tako En (Thai: องค์การบริหารส่วนตำบลมาบตะโกเอน)
- Ban Mai (Thai: องค์การบริหารส่วนตำบลบ้านใหม่)
- Lam Phiak (Thai: องค์การบริหารส่วนตำบลลำเพียก)
- Tabaek Ban (Thai: องค์การบริหารส่วนตำบลตะแบกบาน)
- Sa Wan Phraya (Thai: องค์การบริหารส่วนตำบลสระว่านพระยา)